# Barrage de Sidi Salem
Le barrage de Sidi Salem (arabe : سدّ سيدي سالم) est le plus grand barrage de Tunisie. Construit au niveau de la ville de Testour, à 8 kilomètres au nord-ouest de cette dernière, il se trouve sur le cours de la Medjerda.

## Histoire
Les travaux, qui s'ouvrent le 2 juin 1977 et s'achèvent le 30 novembre 1981, sont réalisés avec l'aide financière de la République fédérale d'Allemagne et de la Banque mondiale. Ils sont menés par la société yougoslave Hidrotehnika.

## Structure et équipement
Avec une hauteur de 57 mètres, une longueur en crête de 340 mètres et une capacité à retenue normale de 555 millions de mètres cubes pour une surface de réservoir de 4 300 hectares, il constitue le plus grand barrage du pays.
Il est équipé d'un évacuateur de surface en béton pour les crues exceptionnelles d'une capacité d'évacuation d'environ 4 200 mètres cubes par seconde (par deux portes). L'évacuateur des crues courantes (bénéficiant d'un débit maximal d'environ 760 mètres cubes par seconde) et la prise d'irrigation se trouvent à côté du barrage.
Le barrage abrite aussi une centrale hydroélectrique d'une capacité de 20 MW.

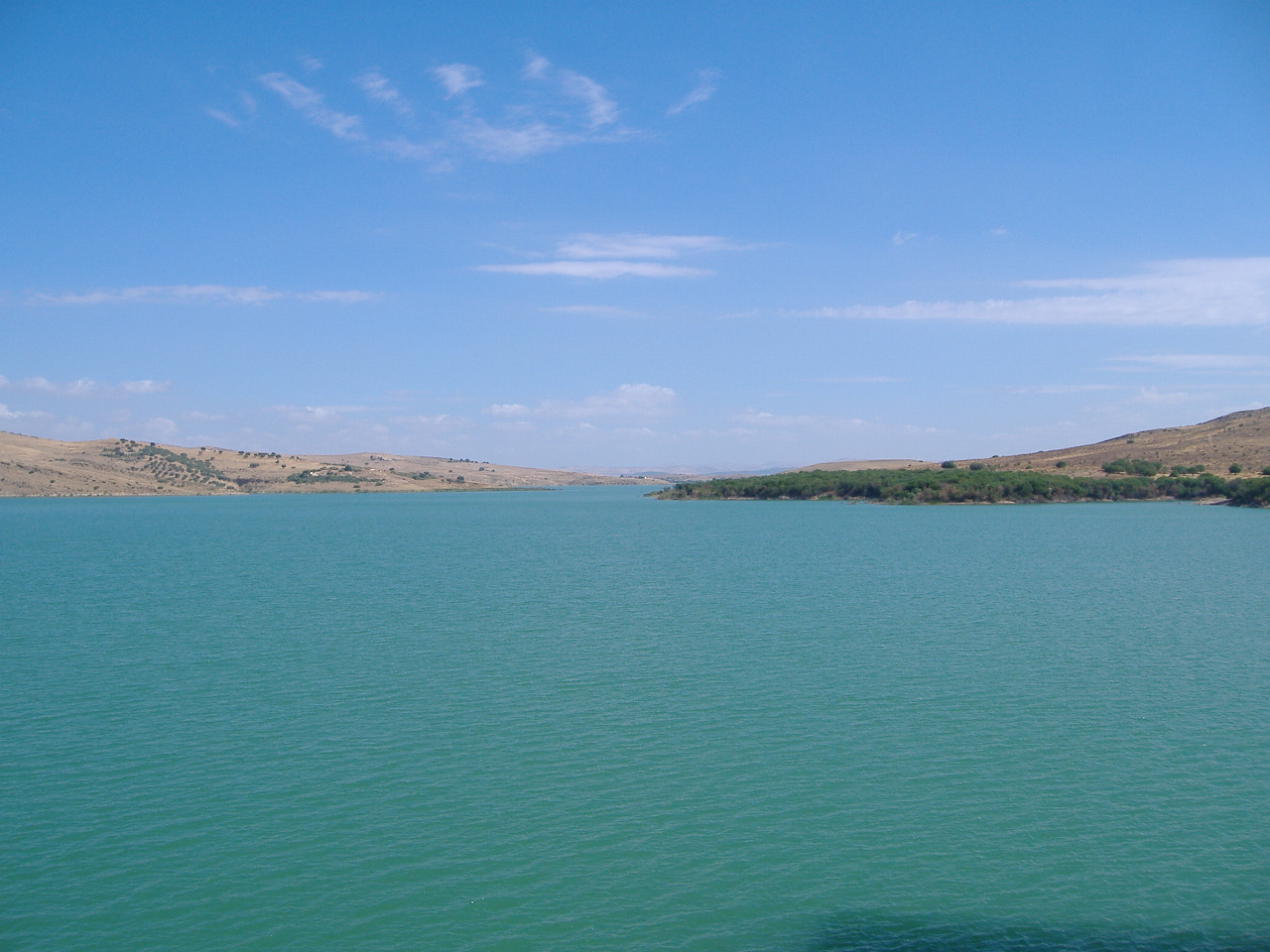
Vue du réservoir.
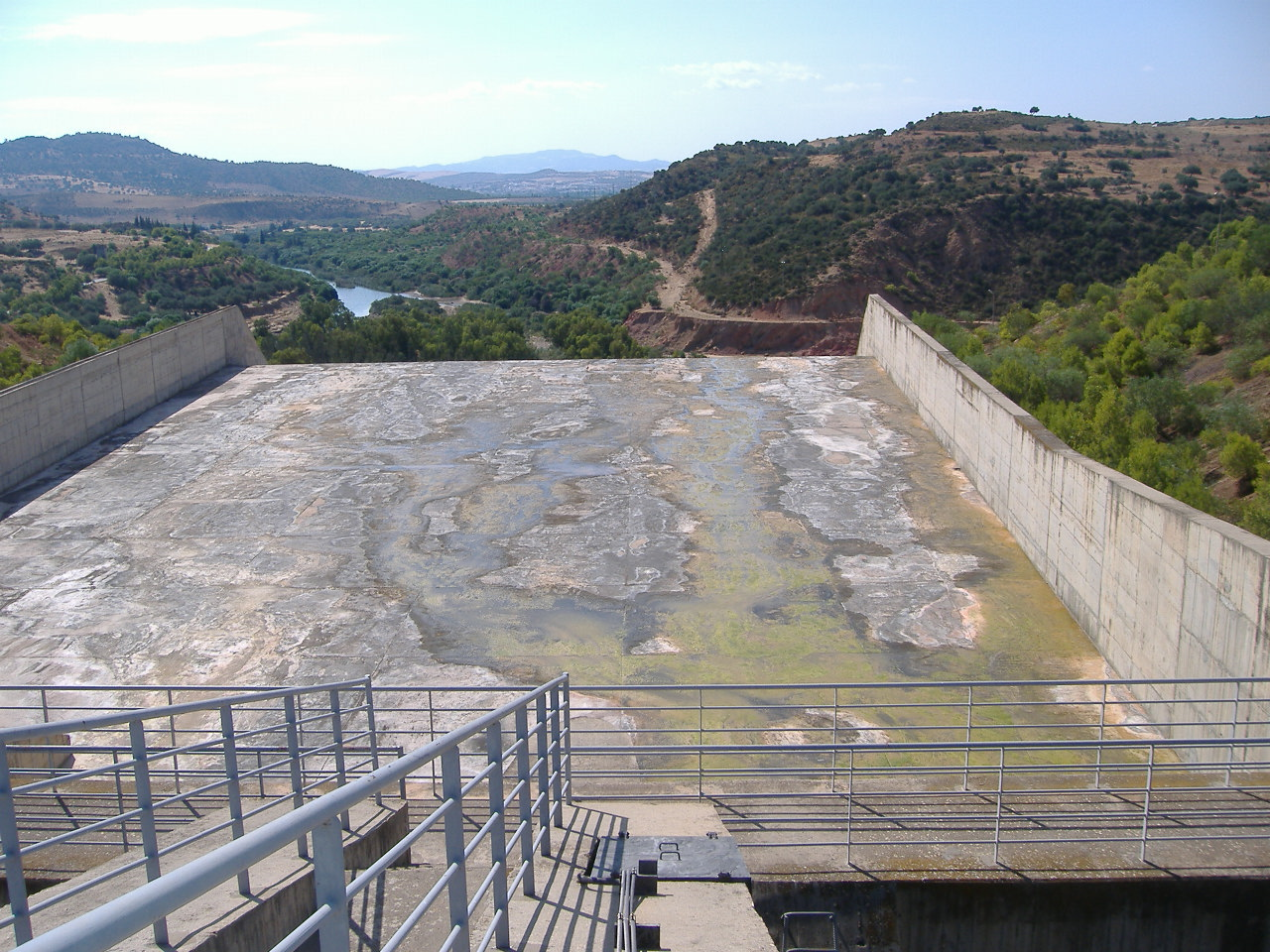
Évacuateur de surface.
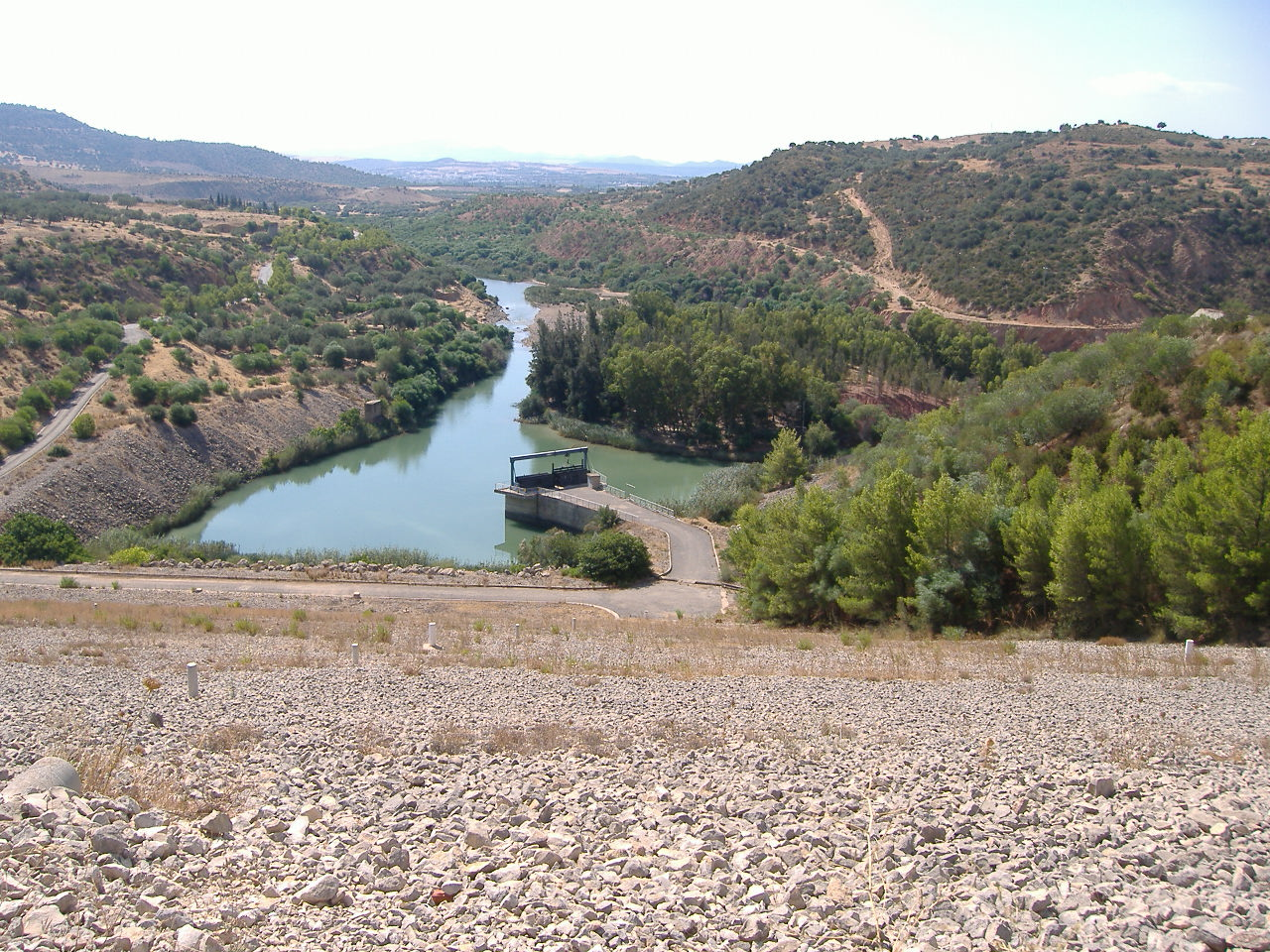
Évacuateur des crues courantes.